# Martin-Christoph Wanner
Martin-Christoph Wanner (* 1. Dezember 1948  in Stuttgart) ist ein deutscher Ingenieurwissenschaftler und ehemaliger Professor für Fertigungstechnik an der Fakultät für Maschinenbau und Schiffstechnik der Universität Rostock (1998 bis 2018, seit 2014 Seniorprofessor) sowie Leiter der Fraunhofer-Einrichtung für Großstrukturen in der Produktionstechnik IGP (bis 2017). 

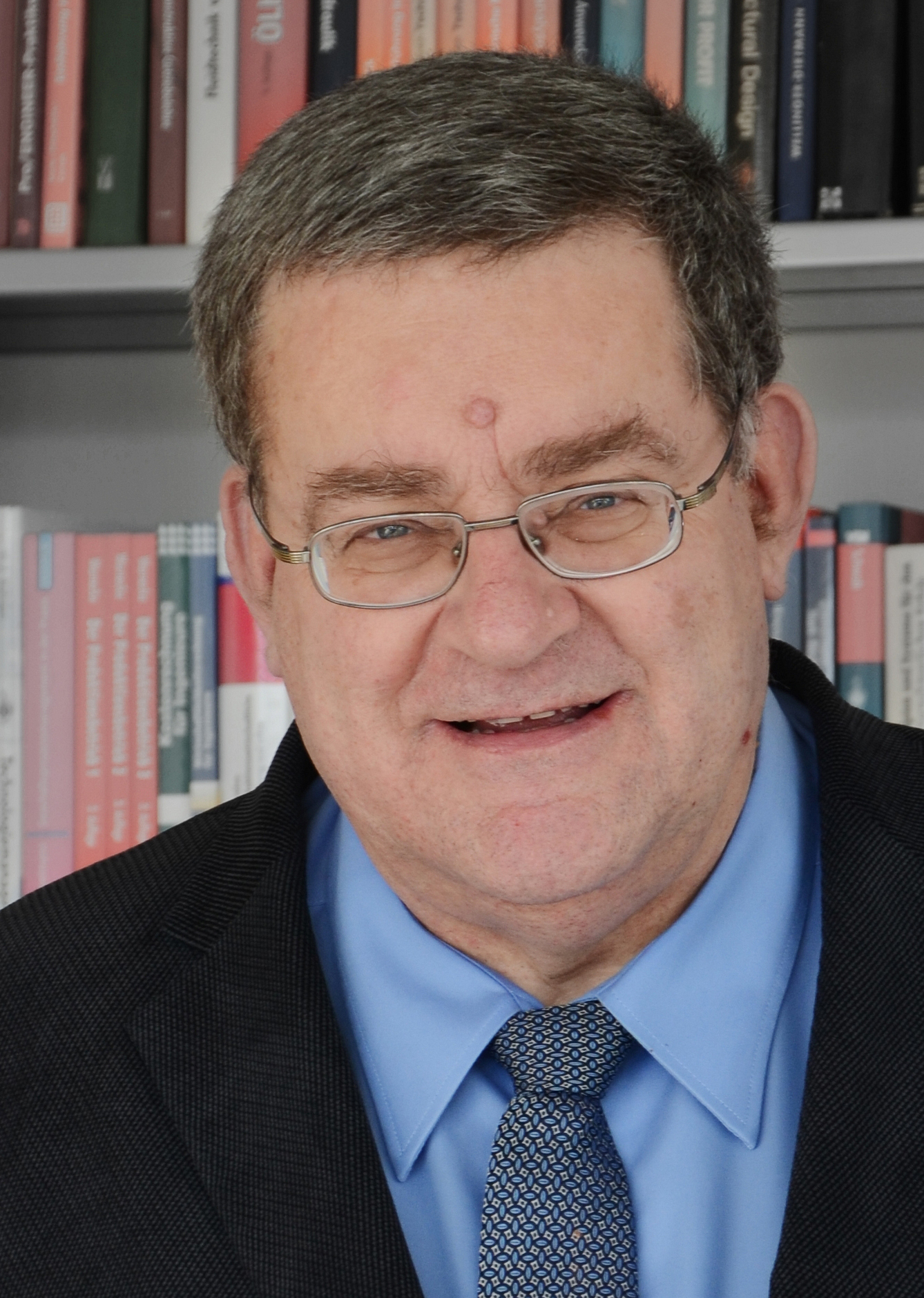
Professor Martin-Christoph Wanner

## Leben
Nach seinem Studium des Maschinenbaus an der FH Esslingen und der Universität Stuttgart sowie einer einjährigen Tätigkeit als Berechnungsingenieur bei der Firma T-Programm GmbH, Reutlingen war Wanner als Entwicklungsingenieur bei der PHB Weserhütte AG, Köln tätig.
Er wechselte 1980 an das Fraunhofer IPA und war dort als wissenschaftlicher Mitarbeiter und ab 1987 als Gruppenleiter im Bereich Robotersysteme und Sensortechnik unter der Führung von Hans-Jürgen Warnecke bis 1993 tätig. Hier realisierte Wanner bahnbrechende Entwicklungen auf dem damals noch unerforschten Gebiet der Großrobotik (u. a. Flugzeugwaschroboter „Skywash“).
Wanner wurde 1988 mit einer Arbeit zum Thema: „Rechnergestützte Verfahren zur Auslegung der Mechanik von Industrierobotern“ mit Auszeichnung zum Dr.-Ing. promoviert und 1995 für seine Arbeiten auf dem Gebiet der Großrobotik mit dem Joseph-von-Fraunhofer-Preis der Fraunhofer-Gesellschaft ausgezeichnet.
Von 1994 bis 1998 war er Technischer Leiter für Roboter- und Handhabungssysteme bei der Putzmeister AG, Aichtal, bevor er 1998 einem Ruf der Universität Rostock auf den Lehrstuhl für Fertigungstechnik folgte. Im Jahr 2000 gründete er das Fraunhofer-Anwendungszentrum für Großstrukturen in der Produktionstechnik in Rostock mit nur einem Mitarbeiter und entwickelte dieses als Leiter rasch zu einem wichtigen Forschungs- und Entwicklungspartner für die lokale, maritim geprägte Industrie des Bundeslandes Mecklenburg-Vorpommern. Bis 2015 konnte Wanner die Labor- und Büroflächen dreimal vergrößern und das Personal auf 65 wissenschaftliche Mitarbeiter ausbauen. Durch seine richtungsweisende Forschungs- und Entwicklungsarbeit gelang es ihm, das Fraunhofer-Anwendungszentrum im Jahr 2017 in die eigenständige Fraunhofer-Einrichtung für Großstrukturen in der Produktionstechnik IGP zu überführen.
Im Mai 2017 wurde Professor Martin-Christoph Wanner pensioniert und hält seitdem regelmäßig Vorlesungen und Vorträge.
Die Leitung des Fraunhofer-Institut für Großstrukturen in der Produktionstechnik übernahm am 1. Juni 2017 Wilko Flügge (vormals Salzgitter Mannesmann Forschung GmbH).
Im Jahr 2021 gründete er zusammen mit den Professoren Abdel-Maksoud Technische Universität Hamburg und Ehlers (DLR) in Alexandria (Ägypten) die National Academy of Maritime Technologies. An dieser hielt er bis 2023 Vorlesungen.

## Forschungsgebiete
Zu Wanners persönlichen Forschungsgebieten zählen die Großrobotik sowie Produktionssysteme der maritimen Industrie. Unter anderem  konnte Wanner einen Schwerlastroboter mit großer Reichweite mit einer stabkinematischen Grundkonstruktion sowie eine flexible roboterbasierte Orbitalschweißanlage zum Einbringen von Fülllagen an den Rohrknoten von Gründungsstrukturen für Offshore-Windenergieanlagen entwickeln und zur industriellen Reife führen.
Die ehemals von Wanner geleiteten Forschungseinrichtungen beschäftigten sich mit den Gebieten des Maschinenbaus, der Fertigungstechnik, der Automatisierungstechnik, der Mess- und Qualitätstechnik sowie der Unternehmens- und Produktionsorganisation.
Das Fraunhofer IGP ist in diesen Bereichen auf Fragestellungen bei der Produktion von Großstrukturen spezialisiert. Hierzu gehören u. a. das Fügen hochfester Stähle im Dickbleckbereich unter schwierigen Umgebungsbedingungen, das mechanische Fügen dynamisch hochbelasteter Strukturen und die Fertigung und Montage von Großstrukturen aus Stahl-, Aluminium- und Verbundwerkstoffen. Bedingt durch den Unikatcharakter von Großstrukturen stehen ebenfalls Fragestellungen zur Mechanisierung und Organisation der Produktionsprozesse im Vordergrund der Forschung.

## Wissenschaftliche Mitgliedschaften
- Schiffbautechnische Gesellschaft als Leiter des FA Arbeitsorganisation und Fertigungstechnik sowie Mitglied des Technisch Wiss. Beirates (bis 2024)
- Verein Deutscher Ingenieure als Obmann des Arbeitskreises „Produktionstechnik“ des Bezirksvereins Mecklenburg-Vorpommerns e. V. (bis 2020)
- DVS – Deutscher Verband für Schweißen und verwandte Verfahren – Mitglied
- Society of Naval Architects and Marine Engineers – Mitglied
- Wissenschaftliche Gesellschaft für Montage, Handhabung und Industrierobotik (MHI e.V.) – Mitglied

## Auszeichnungen
- 1995 Joseph-von-Fraunhofer-Preis der Fraunhofer-Gesellschaft für herausragende wissenschaftliche Leistungen in Würdigung der am Fraunhofer IPA durchgeführten Arbeiten zur Entwicklung hochflexibler mobiler Großmanipulatoren am Beispiel der Reinigung von Großraumflugzeugen
- 2015 Seifriz-Preis zusammen mit Tischlermeister Axel Eigenstetter[3]
- 2021 Grashof-Denkmünze des Vereins Deutscher Ingenieure[4]

## Publikationen (Auswahl)
- M.-C. Wanner, T. Schüppstuhl, K. Tracht: Annals of Scientific Society of Assembly, Handling and Industrial Robotics. Springer Verlag, 2025
- H. Herholz, S. Dryba, M. Gründler, M.-C. Wanner: Anwendung von Kleinrobotik beim MSG-Schweissen großer Rohrknoten. In: DVS-Berichte. Band 317, 2015, S. 76–80.
- M.-C. Wanner, R. Glienke: Einsatz wartungsfreier mechanischer Fügeverbindungen im Stahlbau. In: DVS Bericht. Band 275, Große Schweißtechnische Tagung, 2011, S. 356–365.
- A. Zych, M.-C. Wanner: Automatische sensorbasierte Roboterprogrammierung. In: DVS Bericht. Band 279, Roboter – Wirtschaftliche Fertigung durch fügetechnische Automatisierung, 2011, S. 79–85.
- M.-C. Wanner: Großstrukturen. Zehn Jahre Forschung für die Praxis. Verlag Redieck & Schade, Rostock 2010, ISBN 978-3-934116-95-5.
- M.-C. Wanner: Rechnergestützte Verfahren zur Auslegung der Mechanik von Industrierobotern. Springer, Berlin 1989, ISBN 3-540-50640-3.
- M.-C. Wanner, O. Wurst: Mobile measuring system for large structures. In: Proc. Mechatronics and Robotics '04. Aachen, 2004, S. 1552–1556.
- M.-C. Wanner: The Aircraft Washing System Skywash. In: Advanced Robotics. Band 10, Nr. 4, 1995, S. 415–423.
- M.-C. Wanner: Roboter zum Sanieren von Rohrleitungen und Abwasserkanälen. In: Baumaschinentechnik: Fortschritte durch Mikroelektronik und Automatisierung. VDI Verlag, Düsseldorf.
- M.-C. Wanner, K. Baumeister, G. W. Koehler, H. Walze: Hochflexible Handhabungssysteme: Ergebnisse einer Einsatzfalluntersuchung. In: Robotersysteme. Band 2, 1986, S. 217–224.
- M.-C. Wanner: Berechnung eines Tragwerkes einer 40 Mp-Drehlaufkatze für einen Lagerplatzkran. In: 5. Reutlinger Arbeitstagung, Finite-Elemente-Methode in der Praxis. 1979, S. 1–19